# Alexandre Cohen
Pour les articles homonymes, voir Cohen.
Jozef Alexander Cohen, dit Alexandre Cohen, dit Sandro, né le 27 septembre 1864 à Leeuwarden, aux Pays-Bas, et mort le 30 octobre 1961 à Toulon, est un homme de lettres néerlandais (publiciste, traducteur et mémorialiste). Anarchiste (pseudonymes Démophile, Kaya, Souvarine...) devenu français en 1907, il évoluera vers l'Action française.

## Biographie
Naissance le 27 septembre 1864 de Jozef Alexander Cohen à Leeuwarden (capitale de la Frise), fils du juif orthodoxe Aron Heiman Cohen Jzoon et de sa deuxième épouse, Sara Jacobs. Alexander aura plusieurs (demi-)frères et (demi-)sœurs. Sa mère meurt en 1873 ; deux ans plus tard, son père se remarie. Très tôt, le jeune Alexander se rebelle contre l’autorité paternelle et celle de ses instituteurs et professeurs. Après une scolarité perturbée et une première expérience de la prison pour vagabondage, il s’engage dans l’armée comme « soldat-écrivain » (sorte de commis aux écritures) pour fuir son milieu familial.
septembre 1882-fin 1886 : séjourne dans les Indes néerlandaises au sein de l’armée. Il passe une bonne partie de son temps au cachot pour insubordination. Apprend le Malais, lit beaucoup.
février 1887-début mai 1888 : Débuts dans le journalisme : alors qu’il est de retour aux Pays-Bas, il est renvoyé de l’armée à cause de son comportement ; il commence à publier dans la presse d’extrême gauche des articles sur les Indes néerlandaises qui dénoncent la politique du gouvernement hollandais. Devient correcteur de Recht voor Allen (nl) : les milieux socialistes, sous la houlette de Ferdinand Domela Nieuwenhuis, l’accueillent. Arrêté à La Haye pour majeisteitsschennis (insulte grave à l'égard de la personne du roi Guillaume III qu’il a traité de « Gorille ! »), il est condamné à six mois de prison, peine qu’il n’effectuera que plusieurs années plus tard. Un article écrit sous le pseudonyme de Souvarine lui vaut d’autres poursuites ; il décide de fuir la Hollande pour se réfugier à Gand où il trouve du travail au sein de la publication socialiste Vooruit. Indésirable en Belgique, il est expulsé vers la France.

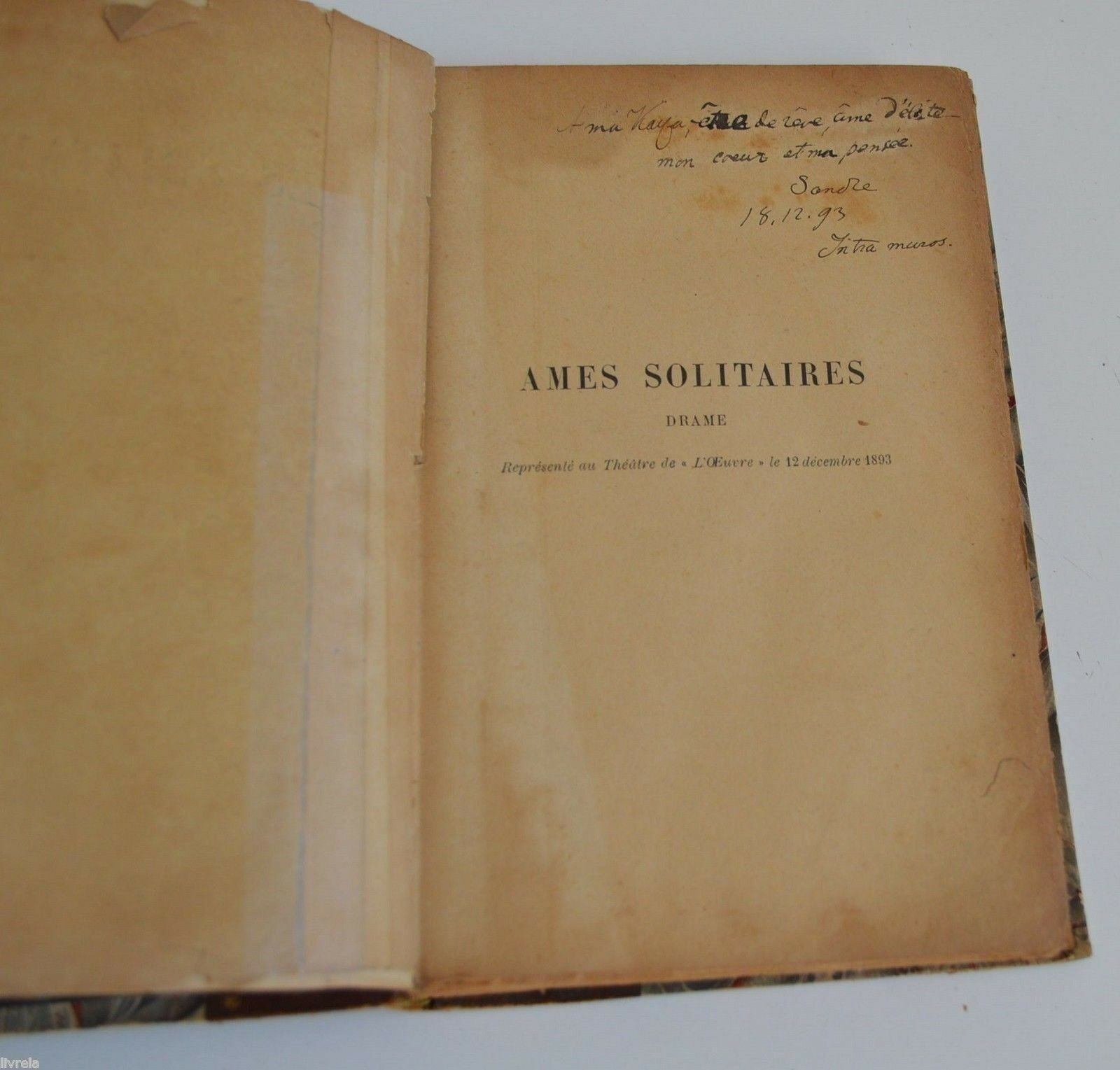
Page de titre des Âmes solitaires, traduction d'A. Cohen, dédicace à sa compagne Kaya

mai 1888-fin 1893 : correspondant de Recht voor Allen à Paris ; collaboration à plusieurs journaux (L’Attaque, La Revue d’évolution, Le Figaro…) ; traductions de Multatuli, Zola, Hauptmann, de brochures de Domela, etc. ; assure le lien entre l’anarchisme français et l’anarchisme néerlandais ; assiste comme observateur au Congrès international ouvrier socialiste (14-21 juillet 1889). Emmène Domela à l’Exposition Universelle où il travaille comme (piètre) vendeur de meubles ; interprète (malais), il dénonce la situation dans laquelle vivent les danseuses et musiciens javanais qui se produisent alors sur l'Esplanade des Invalides. Prend la parole à la Maison du Peuple, le 10 juin 1890 pour dénoncer l’action du général Dodds. Demande dès 1890 sa naturalisation. S’installe en octobre 1892 au 59, rue Lepic (après avoir vécu au 75, rue Saint-Louis dans une minuscule chambre de l'Hôtel Saint-Louis, puis dans un hôtel de la rue des Dames). Se lie d’amitié avec Victor Barrucand, F. Fénéon, Émile Henry ou encore B. Kampffmeyer (de). 15 août 1893 : début de la vie commune avec Kaya Batut, née à Coubison (Aveyron) le 28 septembre 1871. À leur grand dépit, ils n’auront aucun enfant. Expulsé de France à la suite de l’attentat d'Auguste Vaillant du 9 décembre, impliqué dans le Procès des Trente. Octave Mirbeau et d'autres le défendent dans la presse et auprès des autorités. Citons Octave Mirbeau qui s'insurge tout en brossant le portrait d'Alexandre Cohen : J'ai rencontré, trois ou quatre fois, Alexandre Cohen. C’était un petit homme à aspect très doux et qui me parut charmant. Ses yeux brillaient d’une vive lueur d’intelligence. Il montrait de l’enthousiasme pour la Beauté. Quoiqu’il fut un laborieux terrible, il ne semblait pas que la vie lui eût été jamais heureuse. Son teint gris, les flétrissures précoces de son visage disaient qu’il n’avait pas toujours mangé à sa faim. Je me souviens qu’il me confia ses ambitions : elles étaient bien modestes. Il eût voulu trouver une place de traducteur, dans un journal : en quoi il eût été précieux, car il connaissait toutes les langues qui se parlent sur le globe.. Ces amis ne l’abandonnent point. Ils ont fait et font encore d’actives démarches pour arracher Cohen aux griffes de la police, empêcher une expulsion que rien ne justifie. L’on me dit que M. Émile Zola, dont ça été toujours le grand honneur de défendre la liberté des écrivains menacés, prête à ces jeunes gens l’appui de son influence et l'autorité de son nom. Réussiront-ils ? Il faut l’espérer, bien que l’heure soit mauvaise à la justice. On doit à Alexandre Cohen, de connaître, en France, Multatuli, ce philosophe néerlandais dont la pensée est si profonde et si puissante d’ironie...

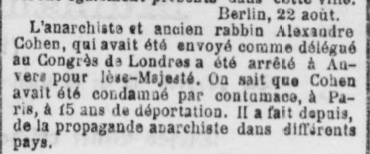
Coupure de presse. A. Cohen, rabbin !

début 1894-mai 1896 : période londonienne. Collabore à The Torch of anarchy. Moments de détresse et de solitude ; trouve du réconfort auprès de nouveaux amis : les sœurs Olivia et Helen Rossetti, Louise Michel, Pierre Kropotkine, etc. ; quelques articles marquants écrits en différentes langues (sur l'avortement, Oscar Wilde, Émile Henry, etc.). Rentré clandestinement en France, il se livre à la police : le jugement le condamnant à 20 ans de travaux forcés (Procès des Trente) est cassé, mais Cohen est de nouveau expulsé. Retour à Londres.
mai 1896-juillet 1899 : Retour en Hollande, toujours avec Kaya. Activités politiques (International Socialist Workers and Trade Union Congress, 1896). Arrêté, il est contraint d’effectuer la peine à laquelle il a été condamné en 1888. Nombreuses lettres à Kaya. Commence sa collaboration à La Revue blanche. Lassitude de l’activisme politique. S’installe à La Haye avec Kaya. 6 novembre 1897 : parution du premier numéro de De Paradox, périodique qu'il remplit de la première à la dernière ligne. 27 août - 7 septembre 1898 : séjour des Fénéon chez les Cohen. 19 novembre 1898 : dernier numéro du Paradox. Début 1899 : les Cohen s’installent sur l’île frisonne de Schiermonnikoog. Cohen prend ses distances par rapport à l’anarchisme et devient un « sceptique ».
14 juillet 1899-mars 1904 : Retour clandestin à Paris, puis obtention d’un permis de séjour. Assure pendant quatre ans la rubrique « Lettres néerlandaises » du Mercure de France. Collabore au Petit Sou. 1901 : parution des Pages choisies de Multatuli. Rédacteur au service étranger du Figaro. Amitié avec Kees van Dongen.

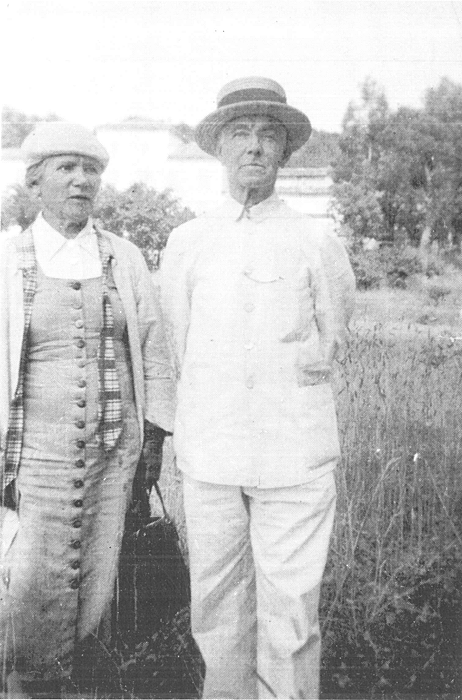
Alexandre Cohen et Kaya, vers 1935

mars 1904-avril 1905 : séjour en Asie avec Kaya. Grâce aux relations qu’il entretient avec Henri de Jouvenel, Cohen est envoyé en mission par des ministères français pour comparer dans certains domaines les systèmes coloniaux français et néerlandais. Chargé par L’Illustration d’envoyer des articles.
1905-1917 : rend son rapport aux ministères concernés : « Rapport sur l’organisation du Service de Santé civile et l’Assistance médicale aux Indigènes aux Indes Néerlandaises ». Lance en septembre 1905 une campagne dans la presse en faveur de la libération de F. Domela Nieuwenhuis, emprisonné en Allemagne. Du 15 septembre 1906 au 15 septembre 1917 : correspondant parisien du grand quotidien néerlandais De Telegraaf, une collaboration parfois houleuse, ponctuée de conflits avec des membres de l’Association syndicale de la presse étrangère. Publie de nombreux articles dans les deux pays et les deux langues sur la politique, l'Afrique du Sud, divers procès, les arts ainsi que des entretiens avec des hommes politiques. 10 novembre 1907 : naturalisé français. Rejoint le 3 août 1914 sa compagnie dans les Vosges. Réformé dix jours plus tard. Devient correspondant de guerre et publie dans De Telegraaf des pages de son « Journal d’un soldat français » ainsi que « L’affaire du Telegraaf : La presse et l’opinion publique en Hollande » (Revue hebdomadaire, 26 février 1916).
août 1917-mai 1924 : vit à Courcelles-Tréloup. Cohen continue malgré bien des divergences de vue, jusqu’en septembre 1922, de travailler pour De Telegraaf. Il collabore parfois aussi au Temps (nov-déc. 1918). Épouse Kaya le 23 mars 1918 à la mairie du XVIIIe. Son père meurt début 1919.

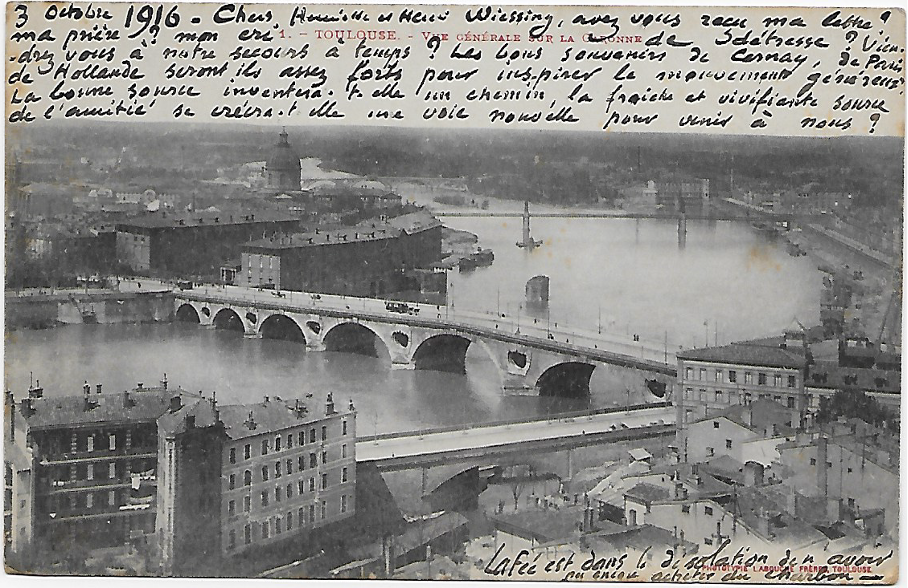
Carte d'Alexandre Cohen aux Wiessing, 1916.

1925-1932 : le couple vit à Marly-le-Roi. Cohen prépare son recueil d’articles : Uitingen van een reactionnair (1896-1926) qui paraît en 1929. Écrit durant la seconde moitié de 1931 le premier volume de ses mémoires In opstand, publié à l’automne 1932. Cohen est entre-temps devenu un lecteur assidu des grandes plumes de l’Action Française. Il restera profondément royaliste et dénoncera le communisme jusqu’à la fin de ses jours, ceci malgré une amitié indéfectible le liant à son opposant politique Henri Wiessing (nl). Des centaines de lettres du premier au second ont été retrouvées voici quelques années par Ronald Spoor.
1932-1961 : Installation à Toulon où la vie est moins chère. Écrit Van anarchist tot monarchist, la suite de ses mémoires (à partir de son expulsion de France fin 1893) ; le livre paraît en 1937. Place de temps à autre un article dans la presse néerlandaise. En 1941, vend en viager sa maison – qu’il a non sans humour baptisée Le Clos du Hérisson – qui sera touchée par des bombardements. Durant les années d’après-guerre, le couple vit dans une misère noire ; ils reçoivent de la nourriture de quelques amis hollandais ou encore du vieil anarchiste Rudolf Rocker. Un fonds est créé aux Pays-Bas pour leur venir en aide. Les Cohen revoient à quelques reprises les sœurs Rossetti. La presse néerlandaise reparle de Cohen à l’occasion de ses 90 ans. Un journaliste néerlandais se déplace à Toulon pour enregistrer un entretien avec Alexandre et Kaya (laquelle perd peu à peu la vue) qui est diffusé à la radio. En 1959, Cohen écrit un essai sur le style et la langue néerlandaise. Un choix de ses écrits paraît la même année, en format de poche, dans son pays d’origine. En octobre 1959, lors d’un séjour chez une nièce de Kaya dans les Alpes-Maritimes, celle-ci chute en essayant d’empêcher son mari de tomber dans les escaliers du jardin. Ayant perdu conscience, elle est hospitalisée et meurt le 16 octobre. Trois jours plus tard, elle est enterrée à Nice. Avant la fin de la même année, Alexandre quitte pour de bon Le Clos du Hérisson. Il sera bientôt accueilli par les Petites sœurs des Pauvres de Toulon. Le 30 octobre 1961, il meurt dans leur hospice.

## Liste non exhaustive des journaux et revues dans lesquels Alexandre Cohen a publié

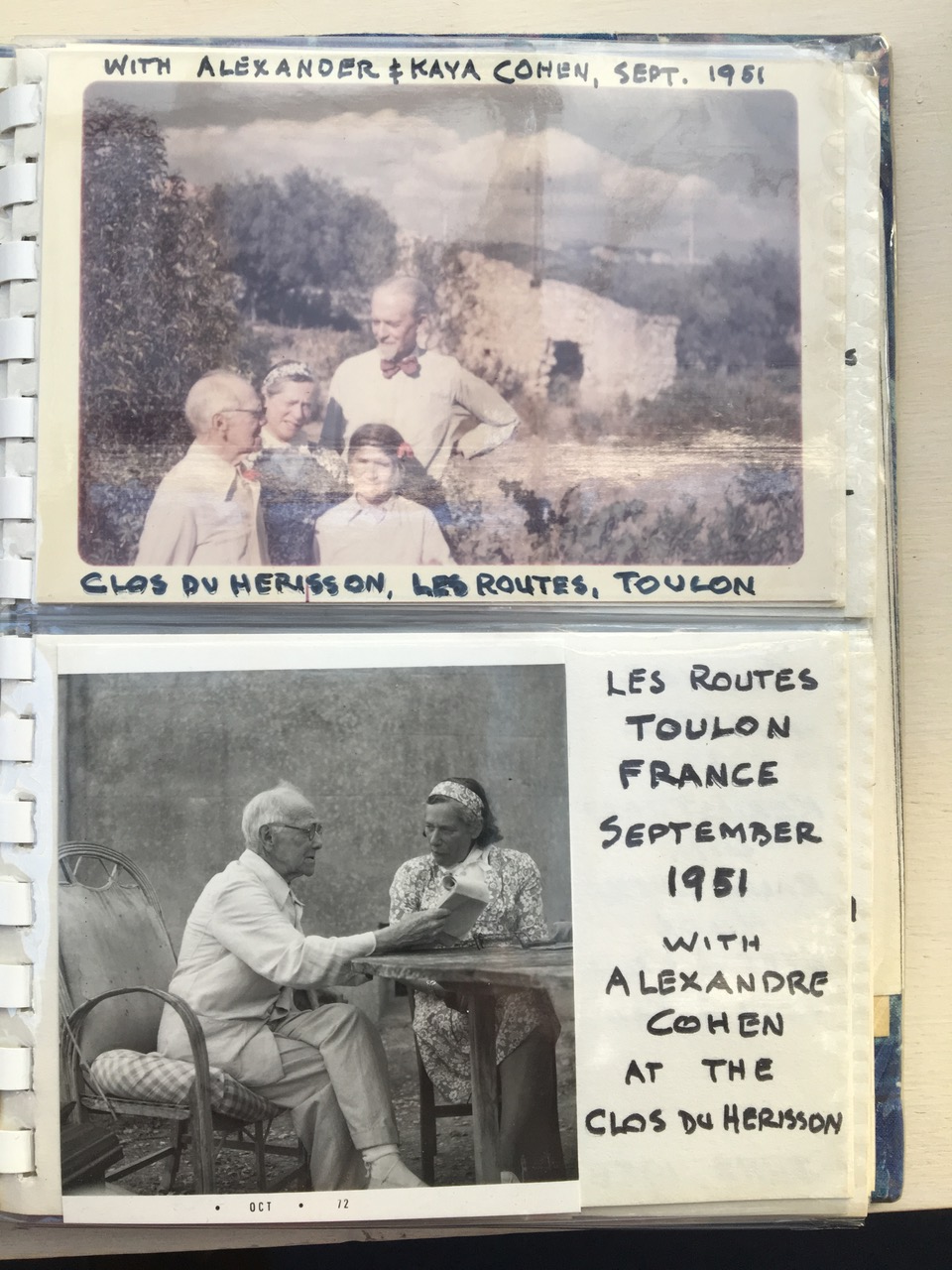
A. Cohen au Clos du Hérisson, 1951.

De Amsterdammer, L’Attaque, La Contemporaine : Revue Illustrée, Ons Eigen Tijdschrift, Eindhovensch Dagblad, L’Endehors, Entretiens Politiques et Littéraires, L'Européen, Le Figaro, De Groene Amsterdammer, Groninger Weekblad, Den Gulden Winckel, Haagse Post, (La Petite république), (L’Illustration), Mandril, Mercure de France, Morgenrood, De Nieuwe Eeuw, De Nieuwe Gids, Nieuws van den Dag voor Nederlandsch-Indië, La Nouvelle Revue, (La Patrie), De Paradox, Het Parool, Le Père Peinard, Le Petit Sou, Recht voor Allen, La Révolte, La Revue Anarchiste, La Revue Blanche, La Revue Bleue, La Revue d'Évolution, La Revue hebdomadaire, La Société Nouvelle, Soerabajasch-Handelsblad, De Telegraaf, Le Temps, The Torch of Anarchy, Vooruit, Vrij Nederland...

## Œuvres

### Auteur
- De Paradox (Le Paradoxe, brûlot dont A. Cohen était le seul rédacteur), 1897-1898).
- Uitingen van een reactionnair 1896-1926 (Manifeste d’un réactionnaire 1896-1926), Baarn, Hollandia-Drukkerij, 1929.
- In opstand (En révolte, autobiographie), Amsterdam, Andries Blitz, 1932.
- Van anarchist tot monarchist (De l’anarchisme au monarchisme, autobiographie, suite), Amsterdam, De steenuil, 1937.
- Contes, L'Avenir, décembre 1926 et janvier 1927[4]

### Autres éditions

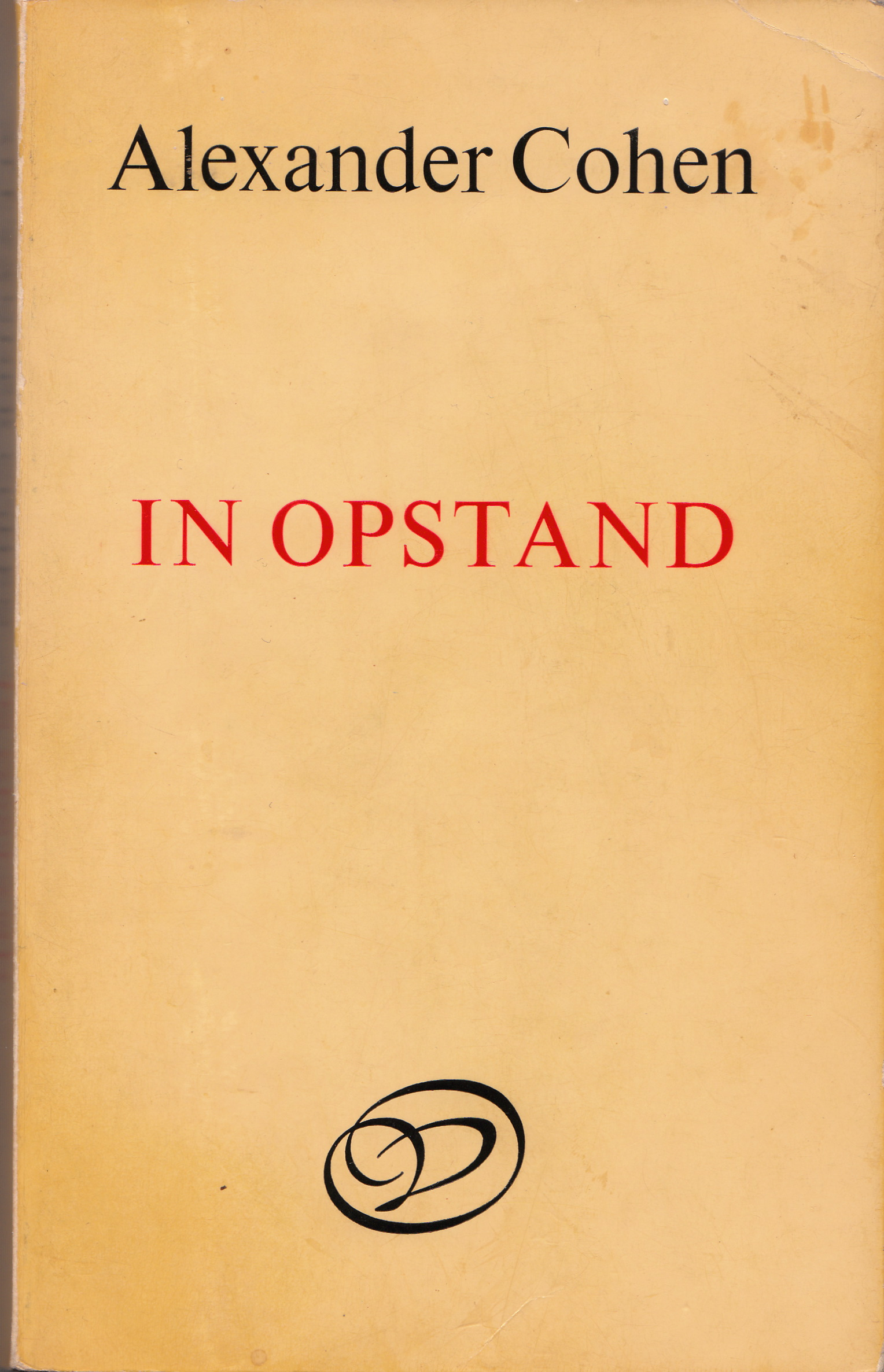
réédition de In opstand.

Uiterst links, jounalistiek werk 1887-1896 (Extrême gauche. Œuvre journalistique, 1887-1896), choix de textes et présentation Ronald Spoor, Amsterdam, De Engelbewaarder, 1980.
Uiterst rechts, journalistiek werk 1906-1920 (Extrême droite. Œuvre journalistique, 1906-1920), choix de textes et présentation Max Nord (en), Amsterdam, De Engelbewaarder, 1981.
Alexander Cohen. Brieven 1888-1961 (Correspondance d’Alexandre Cohen), édition Ronald Spoor, Amsterdam, Prometheus, 1997.
Een andersdenkende (Un anti-conformiste), choix de textes et présentation Max Nord, Amsterdam, Meulenhoff, 1959.

### Traducteur
- Émile Zola, Au Bonheur des Dames, traduction néerlandaise publiée en feuilletons dans le journal Vooruit.
- Multatuli Pages choisies, préface d'Anatole France, Mercure de France, 1901, 358 p.
- Eduard Bernstein Socialisme théorique et socialdémocratie pratique [Die Voraussetzungen des Sozialismus und die Aufgaben der Sozialdemokratie], Stock 1900, rééd. 1974 Le Seuil, sous le titre Les Présupposés du socialisme,
- Gerhart Hauptmann, Âmes solitaires, drame, joué au théâtre de l'Œuvre le 12 décembre 1893, publié[5] : Paris : L. Grasilier, 1894, 249 p.